# Sabine Chaouche
Pour les articles homonymes, voir Chaouche.
Sabine Chaouche, née le 19 avril 1973, est une historienne du théâtre et des idées française.

## Biographie
Sabine Chaouche naît le 19 avril 1973.
Elle fait des études supérieures à l'université d'Oxford à New College (doctorat en histoire économique et sociale, 2017) et à l'université Paris-Sorbonne où elle a obtient un doctorat de lettres en 1999 et une habilitation à diriger des recherches en 2005. Professeure des universités, elle a enseigné la littérature française et le théâtre à Oxford. Ses recherches sur la déclamation aux XVIIe et XVIIIe siècles ont fait date[évasif],, et se sont poursuivies par l'étude de la mise en scène (notamment des manuscrits de souffleur de la Comédie-Française), puis de l'économie des spectacles (l'entreprise théâtrale et l'économie du costume de scène). Elle est surtout connue pour ses travaux en matière d'histoire culturelle, mais aussi d'histoire intellectuelle, ayant examiné de façon approfondie l'idée de « théâtral », le concept d'« acteur », le moi au théâtre, et plus généralement la philosophie de l'acteur à l'âge des Lumières[source insuffisante]. Elle est considérée comme l'une des figures les plus importantes de la recherche sur l'histoire des arts de la scène sous l'Ancien Régime[source insuffisante]. Son champ d'investigation est multidisciplinaire, comprenant l'histoire du genre, de la consommation et du commerce en Europe au XIXe siècle[réf. souhaitée].
Elle dirige les collections « Biographies » et « Dictionnaires et synthèse » (XVIIe et XVIIIe siècles) aux Éditions Classiques Garnier. Elle est la fondatrice de la revue European Drama and Performance Studies.
Elle co-dirige également le projet Les Contemporaines (1640-2000) portant sur l'histoire des femmes de spectacle (à paraître aux Éditions Classiques Garnier).

## Ouvrages

### Monographies
1. L'Art du comédien. Déclamation et jeu scénique en France à l'âge classique, Paris, Honoré Champion, 2001, réed. 2013, 456 pages.
2. La Philosophie de l'acteur. La Dialectique de l'intérieur et de l'extérieur dans les écrits sur l'art théâtral français (1738-1801), Paris, Honoré Champion, 2007, 480 pages.
3. La Mise en scène du répertoire à la Comédie-Française (1680-1815), Paris, Honoré Champion, 2013, 2 volumes, 960 pages.
4. Student Consumer Culture in Nineteenth-Century Oxford, New York, Palgrave Macmillan/Springer, 2020, 318 pages.

### Direction d'ouvrages collectifs et d'éditions critiques
1. Le Théâtral de la France d'Ancien Régime. De la présentation de soi à la représentation scénique, Paris, Honoré Champion, 2010, 544 pages.
2. L'Opéra de Paris, la Comédie-Française, l'Opéra-Comique (1672-2010) : Approches comparées, avec Solveig Serre et Denis Herlin, Genève, Droz, 2012, 424 pages.
3. Le développement du "grand spectacle" en France : Politiques, Gestions, Innovations. 1715-1864, avec Roxane Martin, European Drama and Performance Studies, no 1, 2013, 330 pages.
4. Consuming Female Performers (1850s-1950s), avec Clara Sadoun-Edouard, European Drama and Performance Studies, no 5, 2015, 383 pages.
5. Jean-François Regnard, Théâtre français, Paris, Éditions Classiques Garnier, 2015, vol. 1, 687 pages.
6. Jean-François Regnard, Théâtre français, Paris, Éditions Classiques Garnier, 2015, vol. 2, 557 pages.
7. L’Éclairage au théâtre, avec Jean-Yves Vialleton, Revue d'histoire du théâtre, no 273, 2017, 144 pages.
8. Écrire pour la scène, avec Estelle Doudet et Olivier Spina, European Drama and Performance Studies, no 9, 2017, 304 pages.
9. Jean-François Regnard, Théâtre français, Paris, Éditions Classiques Garnier, vol. 3, 2018, 413 pages.
10. Masculinité et Théâtre, European Drama and Performance Studies, no 10, 2018.
11. The Stage and its Creative Processes, European Drama and Performance Studies, vol.1, no 13, 2019.
12. The Stage and its Creative Processes, European Drama and Performance Studies, vol. 2, no 14, 2020.
13. Les Emotions en scène (XVIIe – XXIe siècle) avec Laurence Marie. European Drama and Performance Studies, vol. 2, no 17, 2021. 393 pp.
14. Molière and After: Aspects of the Theatrical Enterprise in 17th- and 18th-century France. avec Jan Clarke. European Drama and Performance Studies, vol. 1, no 18, 2022. 413pp.
15. Economy and Creation of Stage Costumes (16th-19th century). European Drama and Performance Studies, vol. 1, no 20, 2023. 375pp.

### Éditions scientifiques
1. Denis Diderot, Paradoxe sur le comédien, Paris, Flammarion, 2000, 317 pages.
2. Sept traités sur le jeu du comédien et autres textes. De l'actio oratoire à l'art dramatique, 1657-1750, Paris, Honoré Champion, 2001), 880 pages.
3. Écrits sur l'art théâtral, spectateurs, 1753-1801, Paris, Honoré Champion, 2005, 784 pages.
4. Écrits sur l'art théâtral, acteurs, 1753-1801, Paris, Honoré Champion, 2005, 1024 pages.
5. Lettres à Eugénie, Lettres à Eulalie, Dialogue des morts, in Prince de Ligne. Écrits sur la société, J. V. Vercruysse (éd.), Paris, Honoré Champion, 2010, 968 pages.
6. Relevés de mise en scène (1686-1823), Comédie-Française, Paris, Honoré Champion, 2015, 704 pages.